# Wentworth Miller
Wentworth Miller (Chipping Norton, Oxfordshire, Egyesült Királyság, 1972. június 2. –) amerikai–brit színész, forgatókönyvíró.
Leginkább Michael Scofield szerepében ismert A szökés című televíziós sorozatból.

## Magánélete
Homoszexualitását 2013 augusztusában vállalta fel, amikor az oroszországi homofób törvények elleni tiltakozásul lemondta a Szentpétervári Filmfesztiválon való részvételt.

## Filmográfia

### Film
| Év   | Magyar cím           | Eredeti cím                 | Szerep                        | Magyar hang       |
| ---- | -------------------- | --------------------------- | ----------------------------- | ----------------- |
| 2000 | Rómeó és Júlia       | Romeo and Juliet            | Paris                         |                   |
| 2001 |                      | Room 302 (rövidfilm)        | Server #1                     |                   |
| 2003 | Szégyenfolt          | The Human Stain             | Coleman Silk fiatalon         | Csizmadia Gergely |
| 2003 | Underworld           | Underworld                  | Dr. Adam Lockwood             | Bodrogi Attila    |
| 2005 |                      | The Confession (rövidfilm)  | rab / Tom                     |                   |
| 2005 | Lopakodó             | Stealth                     | EDI (hangja)                  | Kautzky Armand    |
| 2010 | A Kaptár – Túlvilág  | Resident Evil: Afterlife    | Chris Redfield                | Zöld Csaba        |
| 2013 | Vonzások             | Stoker                      | forgatókönyvíró és koproducer |                   |
| 2014 | Kéjlak               | The Loft                    | Luke Seacord                  | Hevér Gábor       |
| 2015 |                      | 2 Hours 2 Vegas (rövidfilm) | srác a rallyautóban           |                   |
| 2016 | Elzárva a világ elől | The Disappointments Room    | forgatókönyvíró               |                   |

### Televízió
| Év        | Magyar cím                               | Eredeti cím                       | Szerep                               | Megjegyzések                                            |
| --------- | ---------------------------------------- | --------------------------------- | ------------------------------------ | ------------------------------------------------------- |
| 1998      | Buffy, a vámpírok réme                   | Buffy the Vampire Slayer          | Gage Petronzi                        | 1 epizód                                                |
| 1999–2000 |                                          | Time of Your                      | Nelson                               | 3 epizód                                                |
| 2000      |                                          | Popular                           | Adam Rothschild-Ryan                 | 2 epizód                                                |
| 2000      | Vészhelyzet                              | ER                                | Mike Palmieri                        | 1 epizód                                                |
| 2002      | Dinotópia – Őslények szigete             | Dinotopia                         | David Scott                          | - főszereplő (3 epizód) - magyar hangja: - Széles Tamás |
| 2005      | Isteni sugallat                          | Joan of Arcadia                   | Ryan Hunter                          | 2 epizód                                                |
| 2005–2017 | A szökés                                 | Prison Break                      | Michael Scofield                     | főszereplő                                              |
| 2005      | Szellemekkel suttogó                     | Ghost Whisperer                   | Paul Adams őrmester                  | 1 epizód                                                |
| 2009      | Family Guy                               | Family Guy                        | több szereplő hangja                 | 1 epizód                                                |
| 2009      | A szabadság ára                          | Prison Break: The Final Break     | Michael Scofield                     | tévéfilm                                                |
| 2009–2021 | Esküdt ellenségek: Különleges ügyosztály | Law & Order: Special Victims Unit | Nate Kendall nyomozó / Isaiah Holmes | 3 epizód                                                |
| 2011      | Doktor House                             | House                             | Benjamin Byrd                        | 1 epizód                                                |
| 2013      | Az igazság ifjú ligája                   | Young Justice                     | Slade Wilson / Deathstroke (hangja)  | 1 epizód                                                |
| 2014–2019 | Flash – A Villám                         | The Flash                         | Leonard Snart / Fagy Kapitány        | visszatérő szereplő (14 epizód)                         |
| 2015      |                                          | Superhero Fight Club              | Leonard Snart / Fagy Kapitány        | promóciós rövidfilm                                     |
| 2016–2021 | A holnap legendái                        | Legends of Tomorrow               | Leonard Snart / Fagy Kapitány        | - 23 epizód - magyar hangja: - Hevér Gábor              |
| 2019      |                                          | Madam Secretary                   | Mark Hanson szenátor                 | 9 epizód                                                |
| 2019      | Batwoman                                 | Batwoman                          | Leonard (hangja)                     | 1 epizód                                                |

### Videóklipek
| Év   | Előadó       | Dal                |
| ---- | ------------ | ------------------ |
| 2005 | Mariah Carey | It’s Like That     |
| 2005 | Mariah Carey | We Belong Together |

## Fontosabb díjak és jelölések
| Év   | Díj              | Kategória                               | Jelölt mű        | Eredmény |
| ---- | ---------------- | --------------------------------------- | ---------------- | -------- |
| 2004 | Black Reel Award | Legjobb színész                         | Szégyenfolt      | Jelölve  |
| 2004 | Black Reel Award | Legjobb áttörést hozó alakítás          | Szégyenfolt      | Jelölve  |
| 2005 | Golden Globe-díj | Legjobb férfi főszereplő (drámasorozat) | A szökés         | Jelölve  |
| 2005 | Szaturnusz-díj   | Legjobb televíziós színész              | A szökés         | Jelölve  |
| 2015 | Szaturnusz-díj   | Legjobb televíziós vendégszereplő       | Flash – A Villám | Elnyerte |

## Fordítás
- Ez a szócikk részben vagy egészben  a   Wentworth Miller című angol Wikipédia-szócikk fordításán alapul.  Az eredeti cikk szerkesztőit annak laptörténete sorolja fel. Ez a jelzés csupán a megfogalmazás eredetét és a szerzői jogokat jelzi, nem szolgál a cikkben szereplő információk forrásmegjelöléseként.